# Rheinisches Industriebahn-Museum
Das Rheinische Industriebahn-Museum e. V. (RIM) wurde 1987 in Köln gegründet. Vereinsziel ist die Erhaltung von Industriebahnfahrzeugen und die Erforschung und Dokumentierung ihrer Geschichte. Der Vereinssitz ist seit 1992 das ehemalige Bahnbetriebswerk Köln-Nippes.
Das RIM besitzt mit etwa 70 Triebfahrzeugen unterschiedlicher Spurweite (600 mm Feldbahn und Normalspur) und Traktionsart, die in vielen unterschiedlichen Industriezweigen vom Bergbau bis hin zum Ziegelwerk eingesetzt waren, eine der größten Sammlungen dieser Art in Deutschland. Schwerpunkte sind die in Köln hergestellten Loks der Firma Deutz sowie Lokomotiven der Arnold Jung Lokomotivfabrik aus Kirchen-Jungenthal an der Sieg.

## Bahnbetriebswerk Köln-Nippes
Das Bahnbetriebswerk Köln-Nippes wurde 1914 von der Eisenbahndirektion Cöln errichtet und ist einer der letzten großen Eisenbahn-Hochbauten des preußischen Staats im Rheinland. Die Ortsbezeichnung Köln-Nippes ist nicht korrekt, da sich das Gelände des Betriebswerks im heutigen Kölner Stadtteil Bilderstöckchen an der Grenze zu Longerich befindet. Da die Anlage jedoch zum zwischen 1912 und 1914 erbauten Rangierbahnhof Nippes gehörte, nannte man sie bahnamtlicherseits ebenfalls Nippes.
Im Bahnbetriebswerk Nippes waren zunächst preußische Dampflokomotiven stationiert. 1936 waren sechs Loks der Baureihe G 8 für Rangierfahrten und 25 weitere Loks dieser Bauart für Übergabe- und Streckendienste bis Krefeld, Mönchengladbach und Duisburg vorhanden. Im Laufe des Zweiten Weltkriegs kamen belgische und französische Beutelokomotiven in das Bahnbetriebswerk, im April 1944 gab es hier 21 solcher Lokomotiven. Ab 1950 waren dann Güterzug-Dampflokomotiven stationiert, aber auch dieselgetriebene Loks waren bereits vorhanden.
Nach einem Umbau in den Jahren 1957 bis 1959 folgte die Blütezeit des Bahnbetriebswerks, denn es wurden alle Dieseltriebwagen aus den Kölner Bahnbetriebswerken hier stationiert. Im Laufe der Jahre verschwanden die Triebwagen, mit der Abstellung des VT 36 519 endete die Triebwagenunterhaltung im Bahnbetriebswerks Nippes, es folgte erneut die Stationierung zahlreicher Dieselloks.
1975 beendete die damalige Deutsche Bundesbahn die Stationierung von Dampfloks in Köln; das Dampflokbetriebswerk Köln-Eifeltor wurde 1976 als eigenständige Dienststelle aufgelöst und zur Außenstelle des Bahnbetriebswerks Nippes. 1982 erhielt das Werk im Rahmen einer Neuordnung die Bezeichnung Köln 1, 1984 waren hier 108 Diesellokomotiven aus den Baureihen 211, 212, 215, 260, 261, 290 sowie Kleinloks beheimatet. 1991 wurde das Bahnbetriebswerk Nippes wegen Rationalisierungen aufgelöst, die Loks kamen ins rechtsrheinische Deutzerfeld. 
2013 wurde auf dem Gelände ein S-Bahn-Betriebswerk errichtet. Im November 2015 war Baubeginn für ein neues ICE-Betriebswerk, das im Februar 2018 in Betrieb ging.

## Museum
Seit 1992 wird ein Teil des Geländes vom Rheinischen Industriebahn Museum, dem Freundeskreis Eisenbahn Köln und einem Feuerwehrverein genutzt; Träger der Anlage ist jetzt das Eisenbahn Museum Köln e. V.
1996 wurden Gebäude, Gleise, die ehemalige Bekohlungsanlage und weitere Teile der Anlage vom Kölner Regierungspräsidenten unter Denkmalschutz gestellt, die zum geschützten Objekt gehörigen Gleisanlagen konnte das Museum Ende 2001 von der Deutschen Bahn übernehmen. Sie gelten jetzt als Anschlussbahn, für die jetzt nicht mehr die Eisenbahnbetriebsordnung des Bundes, sondern die Verordnung über den Bau und Betrieb von Anschlussbahnen des Landes Nordrhein-Westfalen gilt. Die Ausstellung des RIM kann einmal monatlich sonntags besichtigt werden.

## Bilder

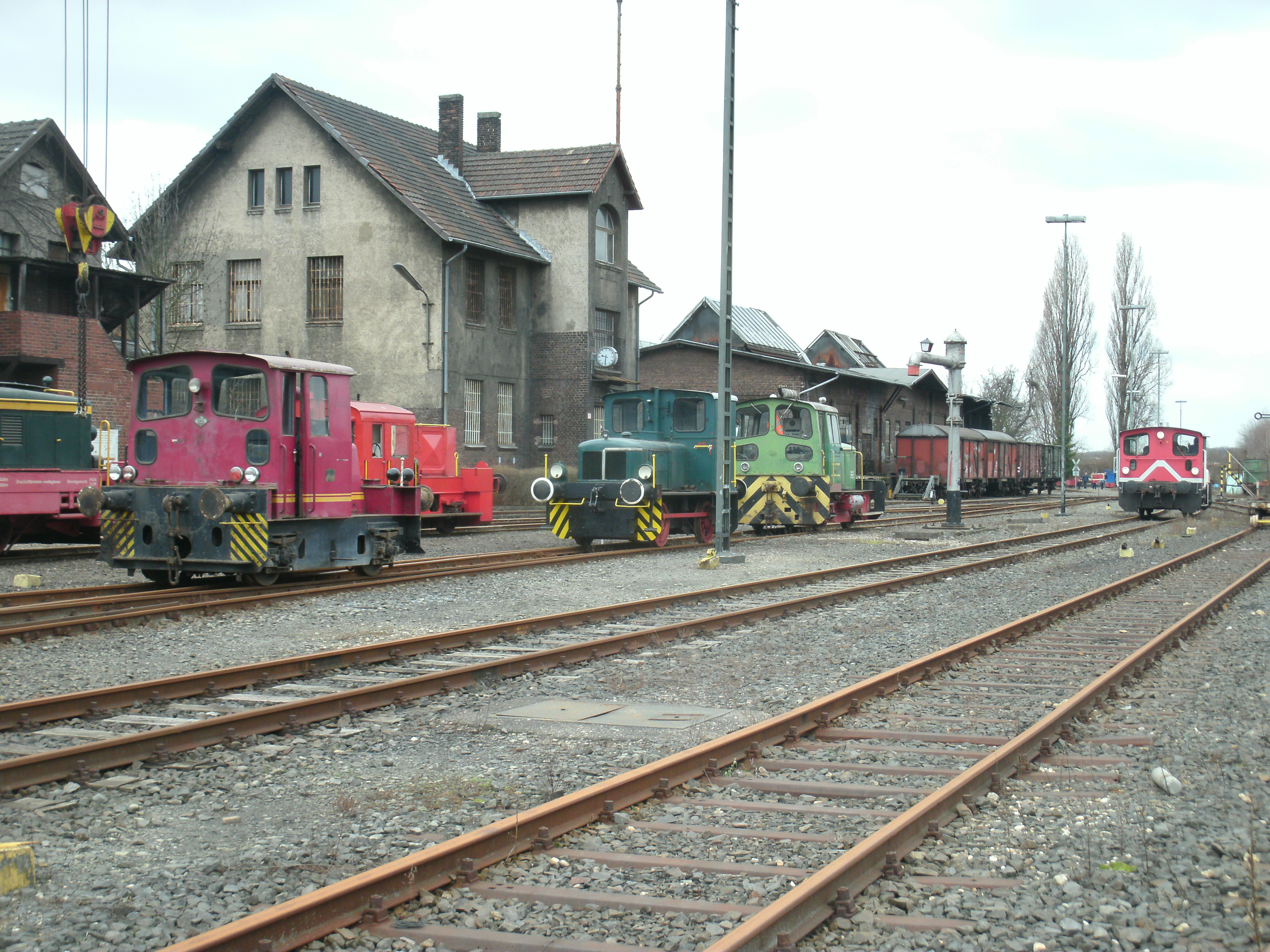
Westliches Außengelände
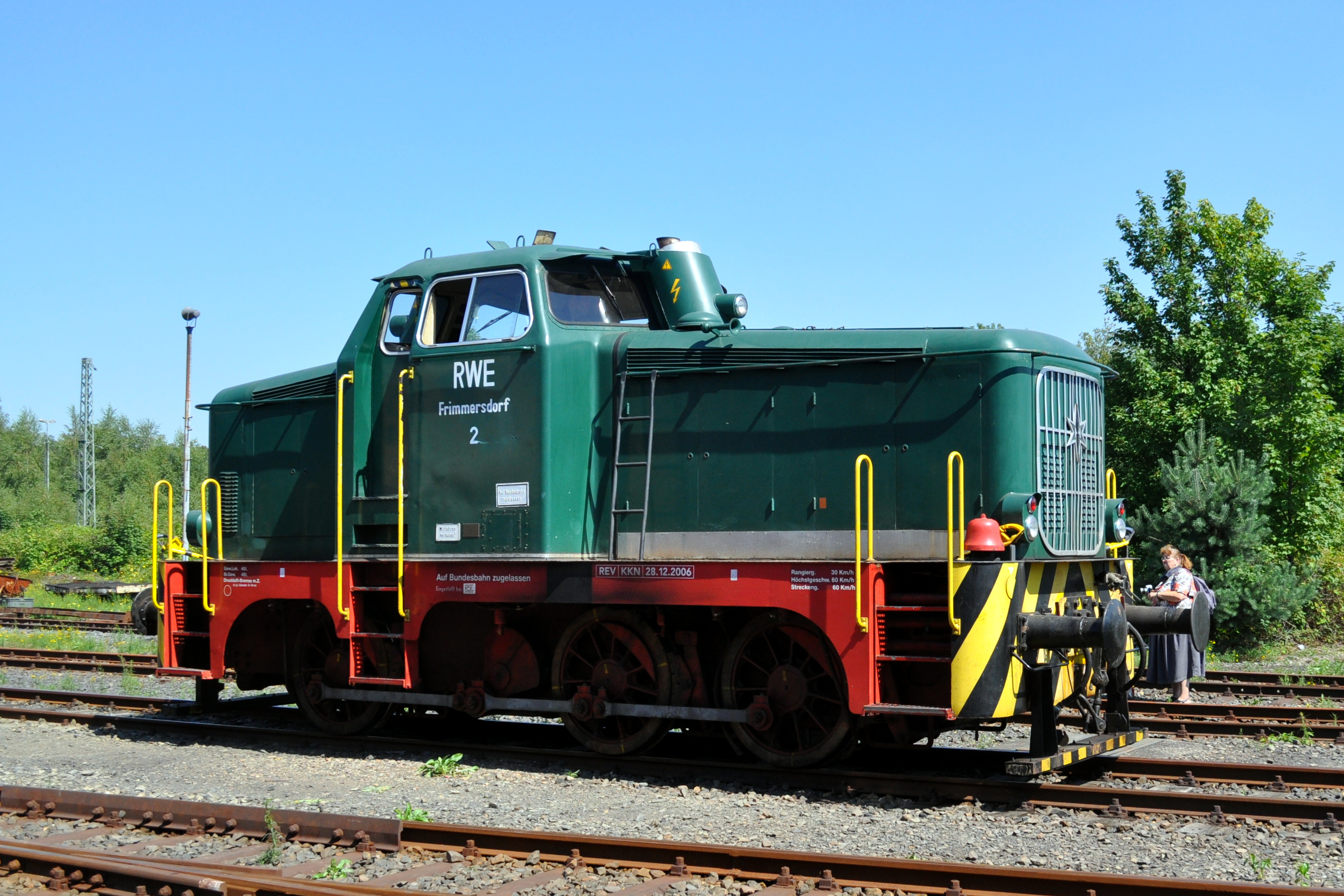
Henschel DH 440 im Museum